# Vinicius Lages
Vinicius Nobre Lages (Maceió, 15 de dezembro de 1957) é um engenheiro agrônomo, mestre em gestão ambiental e doutor em socioeconomia do desenvolvimento. Ocupou cargos de gerência no Sebrae Nacional e foi ministro do Turismo do Brasil.
Formado pela Universidade Federal de Alagoas em 1981, é mestre em Gestão Ambiental pela Universidade de Salford, na Inglaterra, e doutor em Socioeconomia do Desenvolvimento, pela  Escola de Altos Estudos em Ciências Sociais (EHES), em Paris.

## Ministério do Turismo
Em março de 2014 foi indicado pela presidente Dilma Rousseff e tomou posse como ministro do Turismo em 17 de março, substituindo Gastão Vieira. Esteve à frente da Pasta durante a realização da Copa do Mundo da FIFA 2014. 

## Carreira
Entre 2007 e 2014 exerceu diversas funções no Sebrae Nacional, entre elas a de Gerente da Unidade de Assessoria Internacional. Também foi Gerente da Unidade de Estratégias e Diretrizes, Secretário Geral, Assessor da Presidência e Gerente da Unidade de Atendimento em Comércio e Serviços. 
Coordenou o Programa Sebrae 2014, dedicado à preparação de empresas para as oportunidades da Copa do Mundo da FIFA 2014. 
Durante sua trajetória no Sebrae Nacional foi representante da entidade no Conselho Nacional de Turismo, entre 2003 e 2011, e representante suplente do Sebrae no Conselho Empresarial da Organização Mundial de Turismo (OMT), de 2006 a 2007.
Foi membro do Conselho Nacional de Desenvolvimento Agrário de 2000 a 2003. 
Entre 1999 e 2000 exerceu a função de Diretor Técnico do Sebrae Alagoas. 
Também foi professor-adjunto na Universidade Federal de Alagoas, de 1991 a 2000, além de coordenador da Área de Cooperação Internacional da Universidade em 1998.